# Helige Ivan Rilskis kapell
Helige Ivan Rilskis kapell (bulgariska: Параклис Свети Иван Рилски) är ett bulgarisk-ortodoxt kapell beläget vid den bulgariska basen Helige Kliment Ohridski på Livingstonön, en av Sydshetlandsöarna. 
Kapellet blev även den första östortodoxa kyrkobyggnaden på Antarktis.

## Historik
Bygget av Helige Ivan Rilskis kapell började den 9 december 2001, och invigningen hölls den 9 februari 2003.
Klockan donerades av Nikolaj Vasiljev, tidigare vicepremiärminister i Bulgarien, som arbetade som läkare vid den bulgariska basen 1993-1994, medan korset i taket donerades av bulgariske konstnären Georgi Dimov. I kapellet finns även en ikon av Kristus som brudgum - teologiskt äktar han kyrkan, Kristi brud - samt en ikon av Ivan Rilski donerad av Bulgariens president Georgi Părvanov som besökte kapellet och tände ett ljus där den 15 januari 2005.

## Bilder

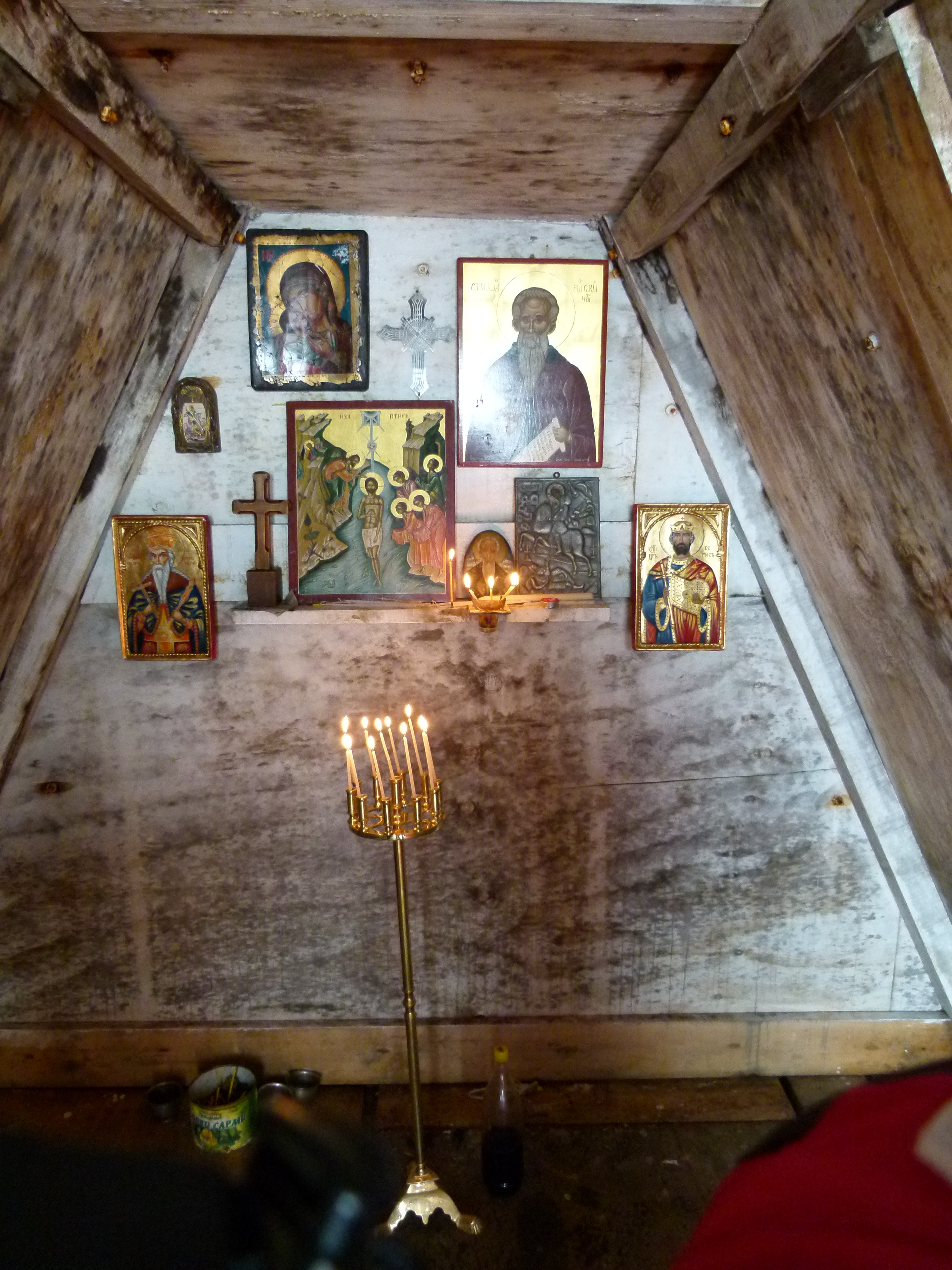
Klostrets interiör.
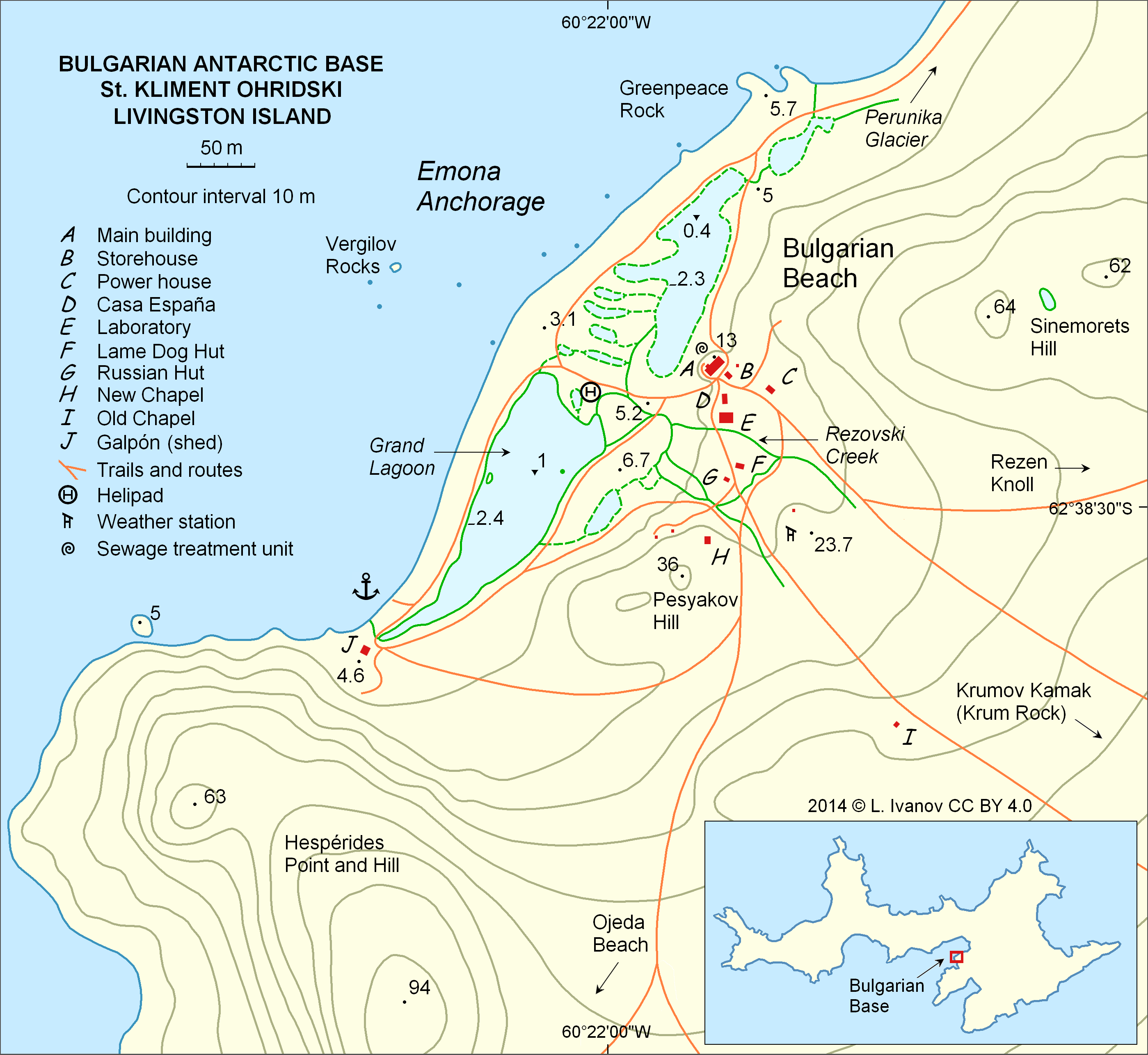
Topografisk karta över det bulgariska basområdet med kapellets gamla och nya lokaler.
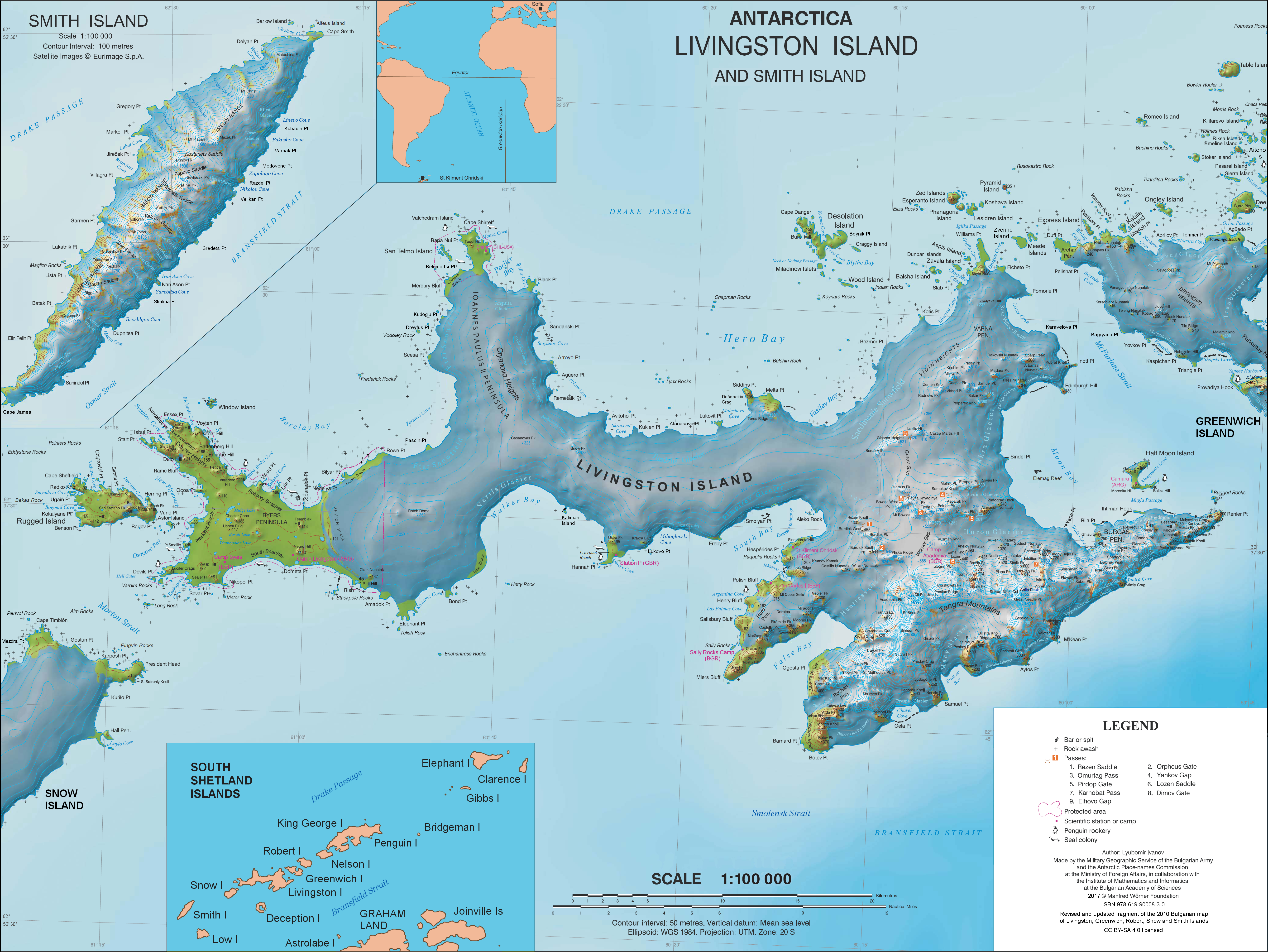
Topografisk karta över Livingstonön och Smithön.